# جایزه بزرگ مکزیک ۱۹۸۹
جایزه بزرگ مکزیک ۱۹۸۹ (انگلیسی: ‎1989 Mexican Grand Prix‎) یک مسابقهٔ موتوری در رشتهٔ اتومبیل‌رانی فرمول یک بود که در تاریخ ۲۸ مهٔ ۱۹۸۹ در پیست هرمانوس رودریگز واقع در مکزیکو سیتی، مکزیک برگزار شد. این گراند پری در میان ۱۶ گراند پری در فصل ۱۹۸۹، مسابقهٔ شمارهٔ ۴ بود.
در این مسابقه که در ۶۹ دور و به مسافت ۳۰۵٫۰۴۹ کیلومتر (۱۸۹٫۵۴۹ مایل) برگزار شد، پول پوزیشن توسط آیرتون سنا کسب شد و سریع‌ترین زمان برای طی یک دور پیست که برابر با ۱:۲۰٫۴۲۰ بود نیز توسط نایجل منسل به ثبت رسید.
آیرتون سنا از تیم مک‌لارن-هوندا، ریکاردو پاتریس از تیم ویلیامز-رنو و میشل آلبورتو از تیم تایرل-فورد به‌ترتیب مقام‌های اول تا سوم مسابقه را کسب کردند.

## رده‌بندی قهرمانی پس از مسابقه
| جایگاه | راننده          | امتیاز |
| ------ | --------------- | ------ |
| ۱      | آیرتون سنا      | ۲۷     |
| ۲      | آلن پروست       | ۲۰     |
| ۳      | نایجل منسل      | ۹      |
| ۴      | آلساندرو نانینی | ۸      |
| ۵      | ریکاردو پاتریس  | ۶      |
| منبع:  |                 |        |

| جایگاه | سازنده       | امتیاز |
| ------ | ------------ | ------ |
| ۱      | مک‌لارن-هوندا | ۴۷     |
| ۲      | بنتون-فورد   | ۱۱     |
| ۳      | فراری        | ۹      |
| ۴      | ویلیامز-رنو  | ۹      |
| ۵      | تایرل-فورد   | ۷      |
| منبع:  |              |        |

یادداشت
- تنها پنج جایگاه نخست از هر رده‌بندی نمایش داده شده‌است.